# Alfa Romeo 156
L'Alfa Romeo 156 (Progetto 932) è un'autovettura berlina prodotta dalla casa automobilistica italiana Alfa Romeo dal 1997 al 2005. Venne sostituita nel 2005 dalla Alfa Romeo 159 e fu commercializzata anche nelle versioni Sportwagon (2000-2006) e Crosswagon (2003-2007).

## La nascita
Per qualche appassionato del marchio, nei primi anni 1990 l'Alfa Romeo 155 aveva in qualche modo minato la reputazione della casa del biscione per quel che doveva essere l'aspetto dinamico di una vettura di Arese. La 155 veniva rimproverata, in particolare, di aver completamente abbandonato la trazione posteriore e di utilizzare parti meccaniche derivate dal gruppo Fiat.

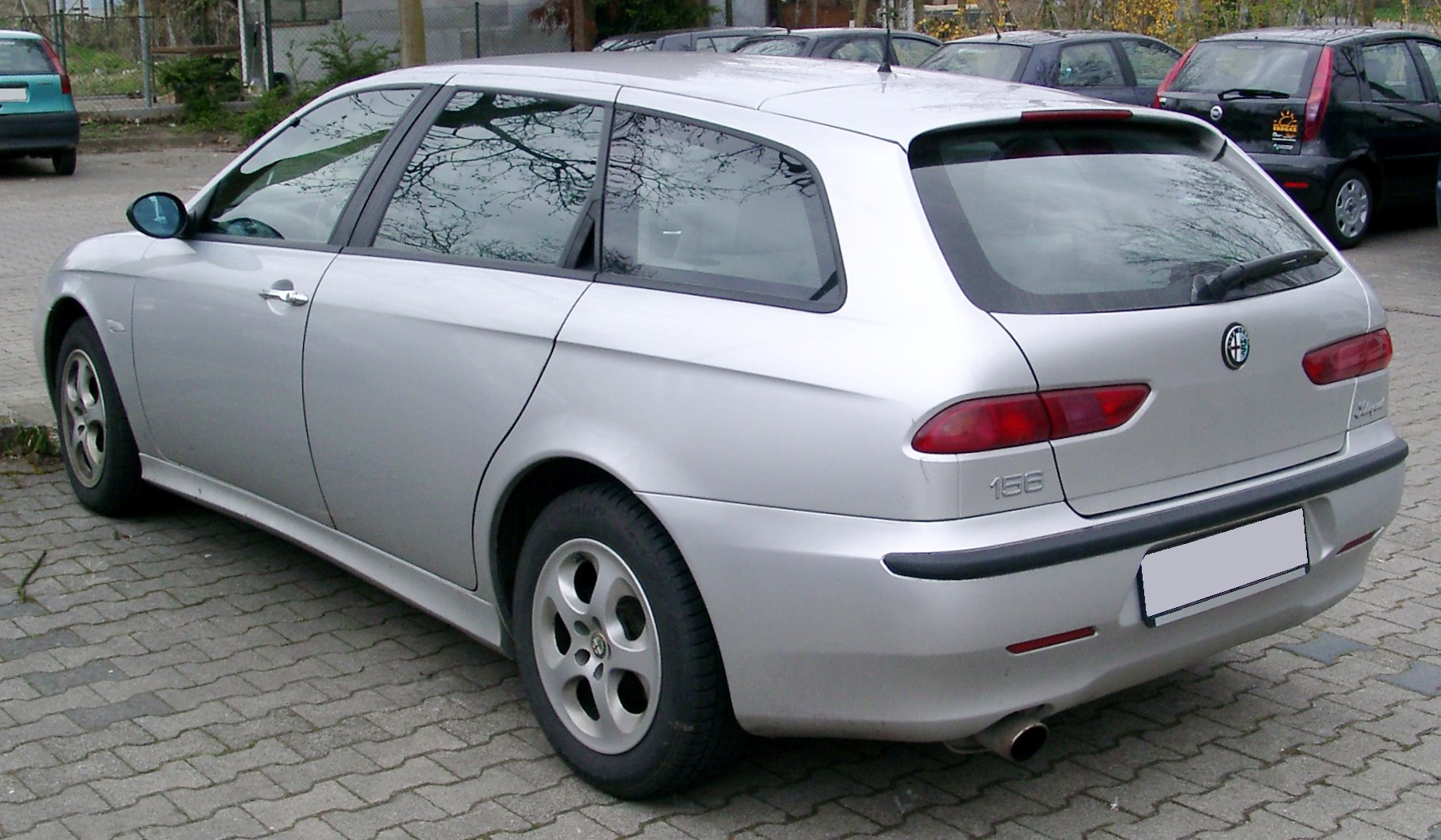
Un'Alfa Romeo 156 in versione Sportwagon

I vertici Fiat cercarono allora di realizzare una sostituta della 155 che potesse ritrovare quelle caratteristiche dinamiche che gli alfisti chiedevano; niente ritorno della trazione posteriore, comunque, ma certo una vettura che potesse diversificarsi e non poco dalle altre auto medie del gruppo. Si decise di partire dal pianale Tipo II, ma di modificare molte parti in modo da ottenere una massa inferiore (struttura plancia in magnesio) e un comportamento dinamico superiore con sospensioni indipendenti posteriori derivate dalla Lancia Delta Integrale da rally. Si arrivò, quindi, a definire il pianale Tipo II rev 3 da condividere con la più piccola 147, la GT e, con sospensioni differenti sia anteriori che posteriori, anche con la Lancia Lybra, che rimarrà nel tempo un'esclusiva Alfa Romeo. Una piattaforma dotata di sospensioni inedite a quattro ruote indipendenti, del tipo a quadrilatero alto all'anteriore e "MacPherson evoluto" al posteriore. Lo schema a quadrilatero alto riproduce il classico schema a quadrilatero, ma è adatto ad essere ospitato in telai originariamente concepiti per ospitare motori a disposizione trasversale e il solo MacPherson al posteriore a causa dei minori ingombri trasversali. Questo fu il compromesso trovato dal gruppo Fiat, nella speranza di poter tornare a soddisfare quelle che erano le richieste di un mercato molto esigente quale quello che sempre si era rivolto alle vetture Alfa Romeo.
Fu sotto queste linee guida che al Salone di Francoforte del 1997 venne presentata la nuova berlina di segmento D, la quale ottenne subito un enorme numero di consensi sia da parte degli appassionati del marchio, sia da parte delle riviste specializzate. A riprova di questo, i numeri di vendita sopra ogni aspettativa (90 000 ordini solo nei primi 4 mesi di commercializzazione) e il titolo di Auto dell'anno 1998. Solo nel 2000 verrà poi lanciata la versione familiare della 156, denominata Sportwagon.

## L'estetica

### La I serie (1997-2001)

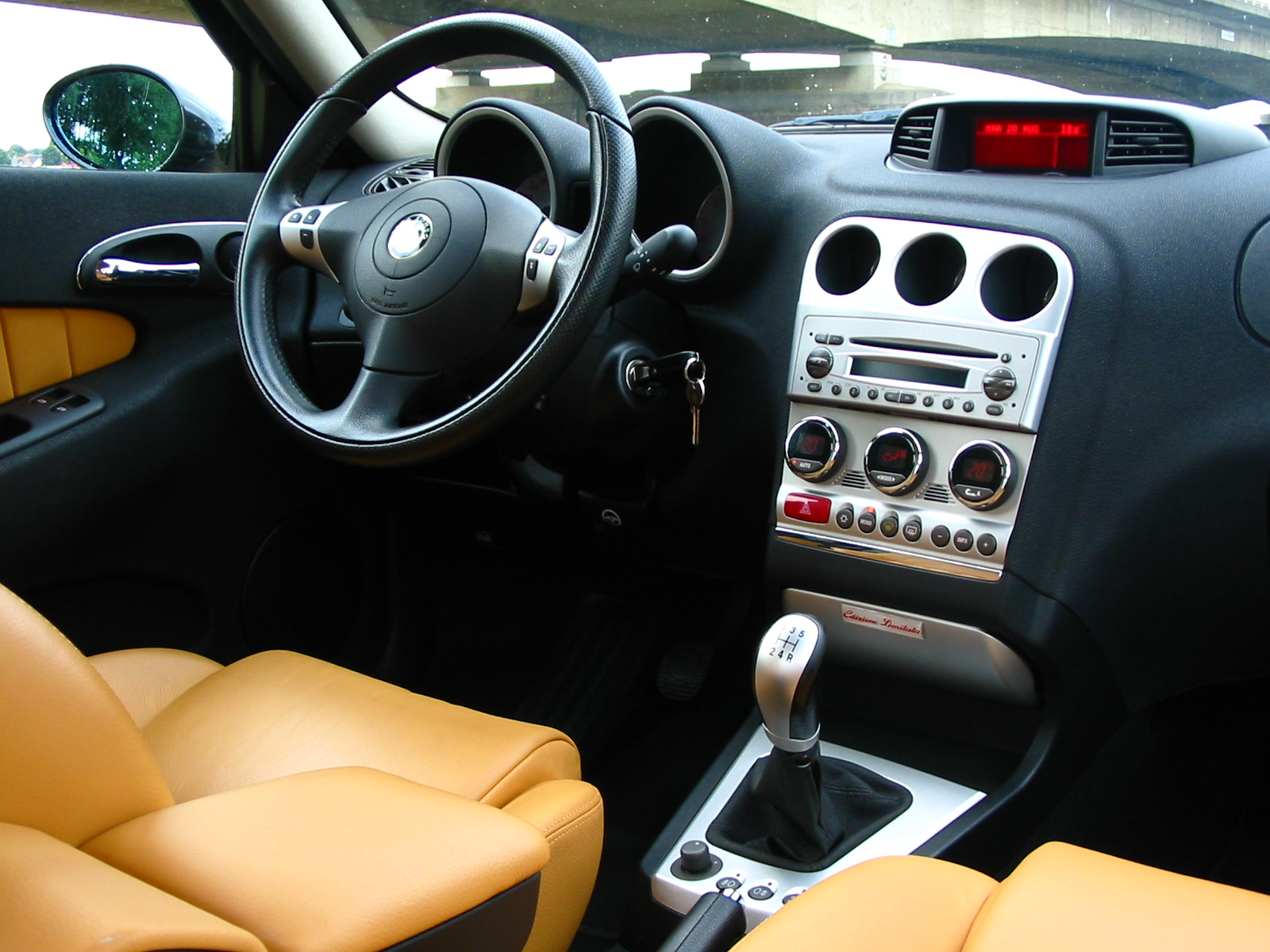
Gli interni della 156 II serie

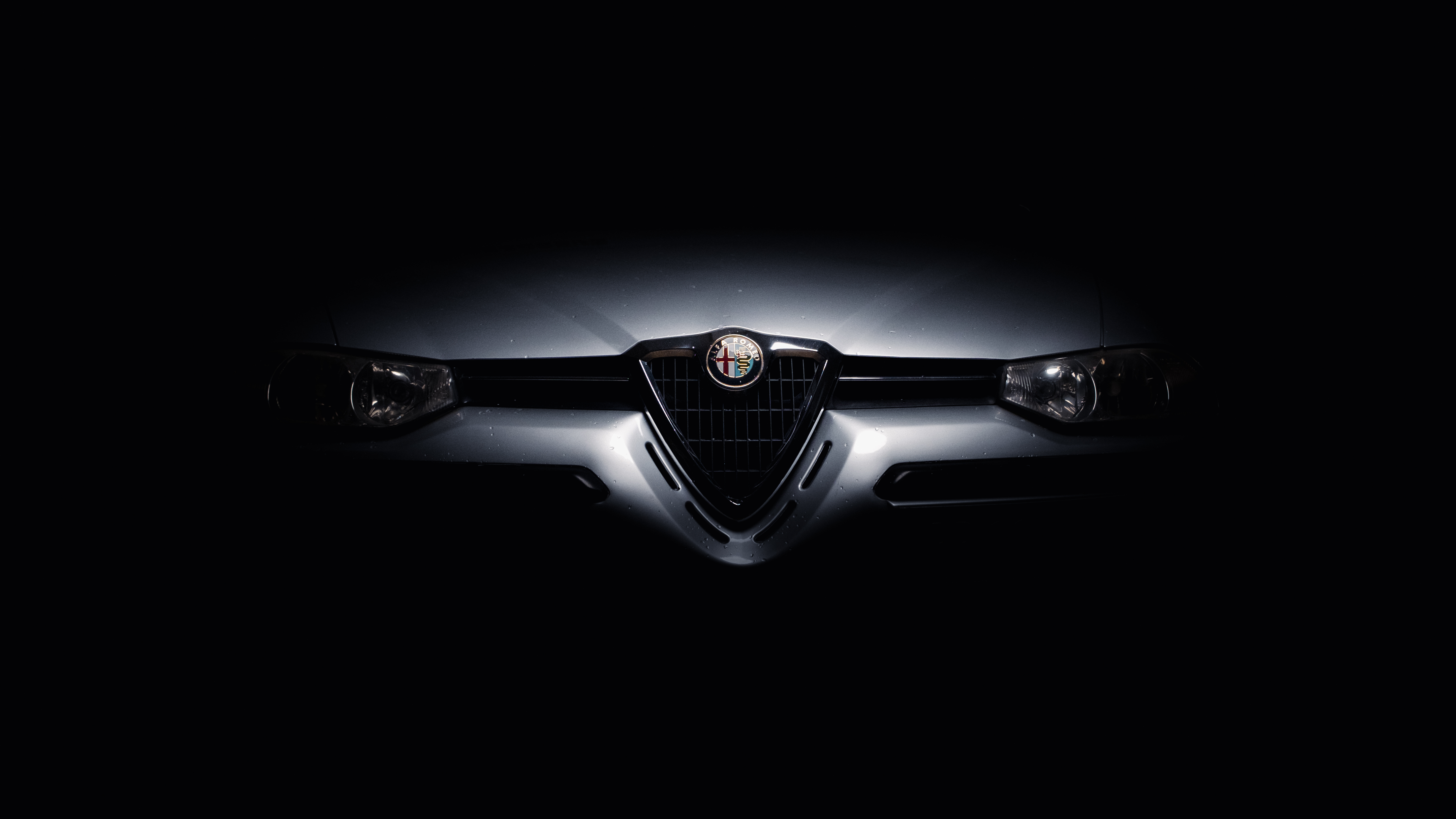
Frontale dell'Alfa Romeo 156 prima serie.

La 156 è un'auto caratterizzata da una linea particolarmente armoniosa e al tempo stesso aggressiva, che porta la firma di Walter de Silva. La vettura abbandona completamente lo stile spigoloso e a cuneo della 155, in favore di una linea più dolce composta da linee tese e raccordi ad ampio raggio. Una caratteristica particolare è data poi dallo spostamento delle maniglie delle portiere posteriori in una posizione integrata con i finestrini laterali, tale da renderne difficile l'individuazione ad un primo sguardo.
Anche gli interni portano in dote la stessa evoluzione stilistica degli esterni: linee molto morbide caratterizzano l'intera plancia e due grandi elementi circolari costituiscono il cruscotto di fronte al pilota. Tre piccoli strumenti circolari presenti sulla plancia centrale seguono la tradizione della casa. Il volante, inedito, incorpora l'airbag (fino a quel momento di serie solo sulla più lussuosa 164), e la corona era disponibile in tre diversi materiali: schiumato, radica di mogano o pelle.
L'ultimo modello della prima serie fu la Limited Edition; a listino tra il 2001 e il 2002, fu prodotta in colorazione azzurro gabbiano metallizzato solamente con le motorizzazioni 1.9 JTD 116 cv e 1.8 Twin Spark 140cv. Questa versione presentava un allestimento quasi identico al Pack Sport 3 (il più completo dell'epoca): assetto ribassato, cerchi in lega da 16 pollici, minigonne, interni in pelle (sedili, volante, pomello cambio e pannelli porta), strumentazione con fondo nero e indicatori rossi, consolle centrale in effetto fibra di carbonio, quattro vetri elettrici e terzo appoggiatesta posteriore. Su richiesta era inoltre disponibile uno spoiler posteriore con terza luce di stop integrata.

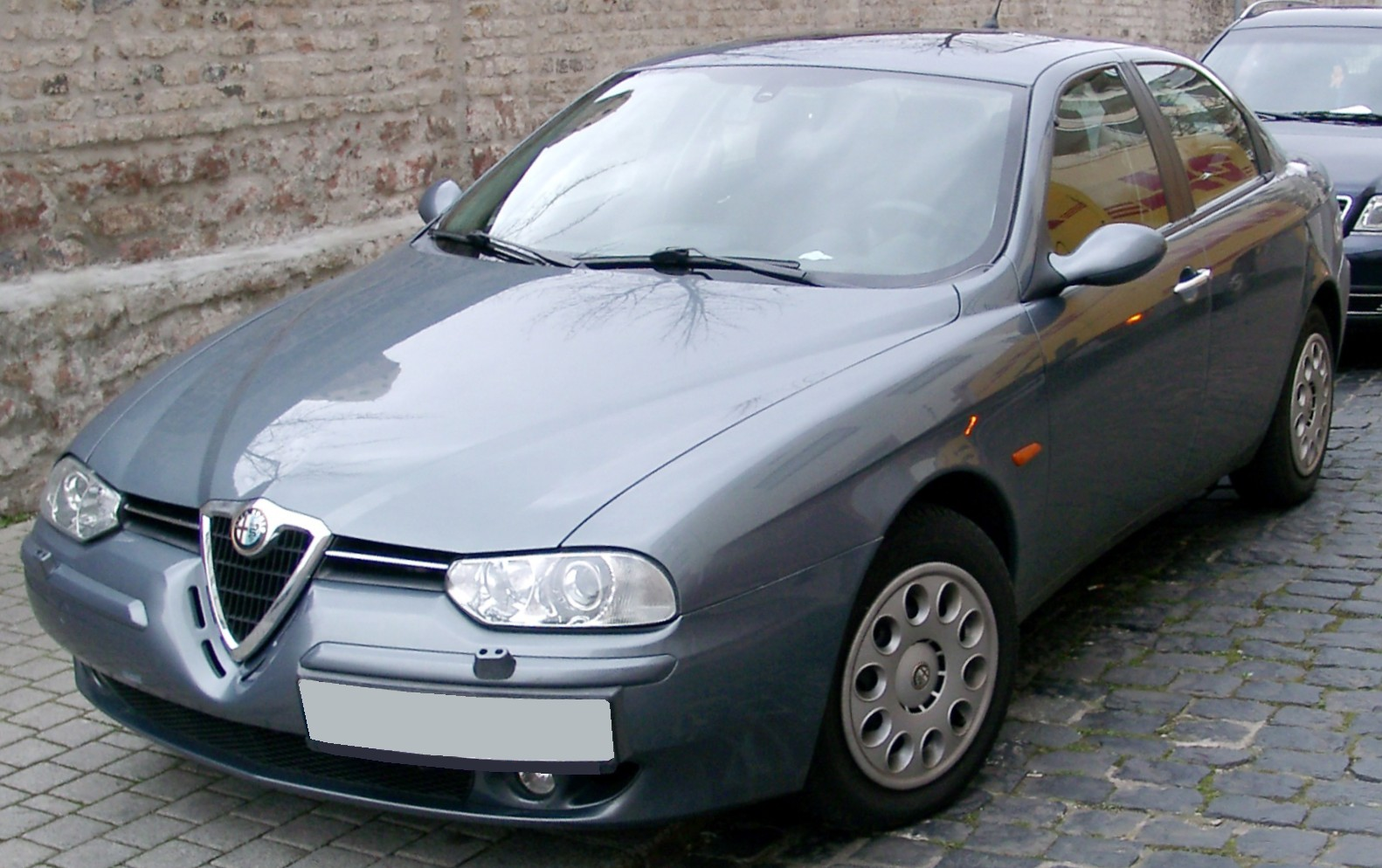
La II serie della 156; notare gli specchietti, i profili paraurti e fendinebbia in tinta e i fari allo xeno

### La II serie (2001-2003)
Il Model Year 2002 (nota anche come II serie) propone numerose novità, a livello di estetica, equipaggiamenti e motorizzazioni. Per quanto riguarda gli interni, Alfa Romeo cerca di sopperire alle richieste dei clienti, i quali avevano avvertito un livello di qualità inferiore rispetto al resto dell'auto. Viene quindi modificata leggermente la parte centrale della plancia che, in alto, si arricchisce del computer multifunzione di bordo. Viene allargata anche la disponibilità di colori. Numerosi optional vengono aggiunti: nuovi servizi di infotainment (denominati Connect e Connect Nav), l'impianto stereo Bose (disponibile in alternativa al più comune Blaupunkt) e un nuovo sistema di climatizzazione automatica bi-zona. Viene infine adottato un nuovo volante (provvisto di tasti per il controllo per l'impianto stereo) il quale, per le versioni dotate di cambio Selespeed, sostituisce i tasti sulle razze con delle levette (meglio conosciute come paddles).
Gli esterni sono caratterizzati dai consueti paraurti della serie precedente, ma completamente in tinta con la carrozzeria, al pari degli specchietti retrovisori e le cornici fendinebbia. Sparisce la serratura del baule nascosta dietro lo stemma, sostituita da un comando elettrico a pressione. Sono inoltre disponibili dei nuovi fari allo xeno dotati di lavafari.

### La III serie (2003-2005)

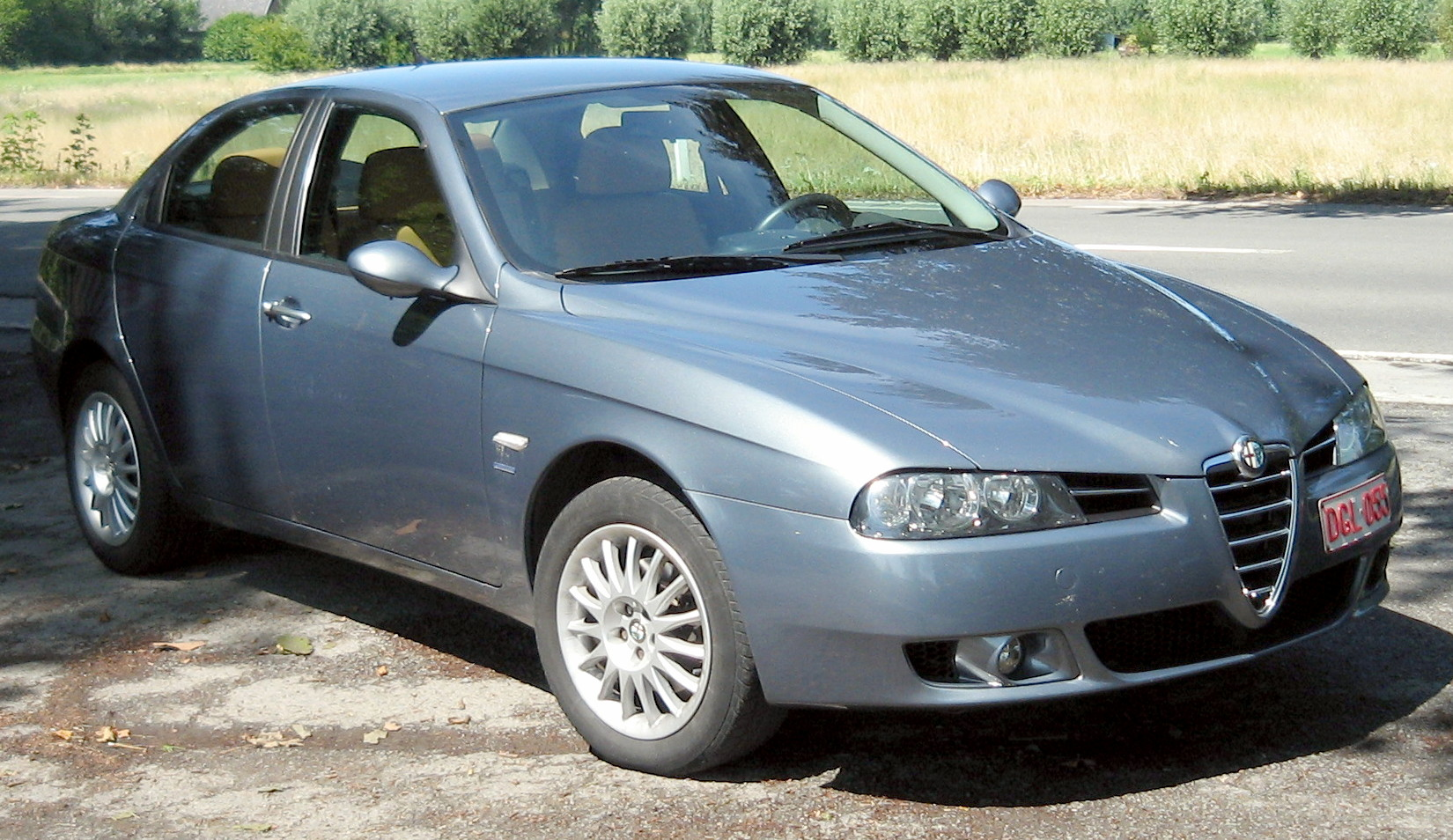
L'Alfa Romeo 156 III Serie, su cui spicca il restyling del frontale ad opera di Giugiaro

Nel fine giugno 2003 entra poi in scena la III serie della 156, la quale viene sottoposta ad un massiccio restyling e introduce ulteriori innovazioni e aggiornamenti. In questo caso, la linea esterna subisce una serie di modifiche ad opera di Giorgetto Giugiaro, che anticipano, in qualche forma, quella che sarà il design della successiva 159 (affidata allo stesso designer), una delle più evidenti riguarda la fanaleria anteriore. Nel 2004 la gamma viene ampliata con due nuove versioni dotate del sistema Q4 Alfa Romeo sulla base della Sportwagon; la prima, denominata Sportwagon Q4, presentava un look interno ed esterno identico alle sorelle a trazione anteriore, fatta eccezione per l'assetto leggermente rialzato, mentre la seconda, la Crosswagon Q4, disponeva di vistosi fascioni protettivi sia nel sottoscocca che nei paraurti, abbinati a pneumatici tassellati e cerchi in lega dedicati, che ne evidenziavano una connotazione più fuoristradista.

## La dinamica

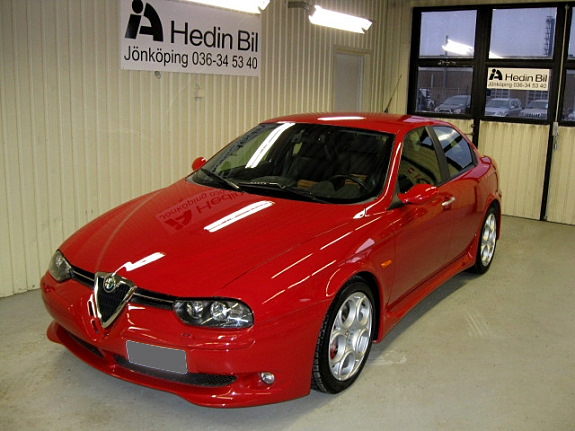
La 156 II serie in versione GTA

La guidabilità è, come da tradizione Alfa Romeo, di prim'ordine, grazie a un'elevata resistenza torsionale e a un intelligente schema di sospensioni: all'anteriore era prevista una soluzione a quadrilatero alto con braccio inferiore e portamozzo in acciaio forgiato, mentre quello superiore in alluminio era disposto in modo da incrementare l'angolo di incidenza alla ruota in appoggio durante la fase di rollio, al posteriore venne riproposto il "MacPherson evoluto" derivato dalla Lancia Delta e già utilizzato dalla 164, tale soluzione permette grande stabilità grazie a una certa azione autosterzante delle ruote posteriori, dovuta alla differente lunghezza dei 2 bracci inferiori e alle loro boccole di durezza differenziata. Lo sterzo era molto diretto e aiutava ad avere poco sottosterzo. Se la tenuta e la stabilità ne beneficiano, non si può dire altrettanto del diametro minimo di sterzata, decisamente ampio e quindi scomodo in manovra.

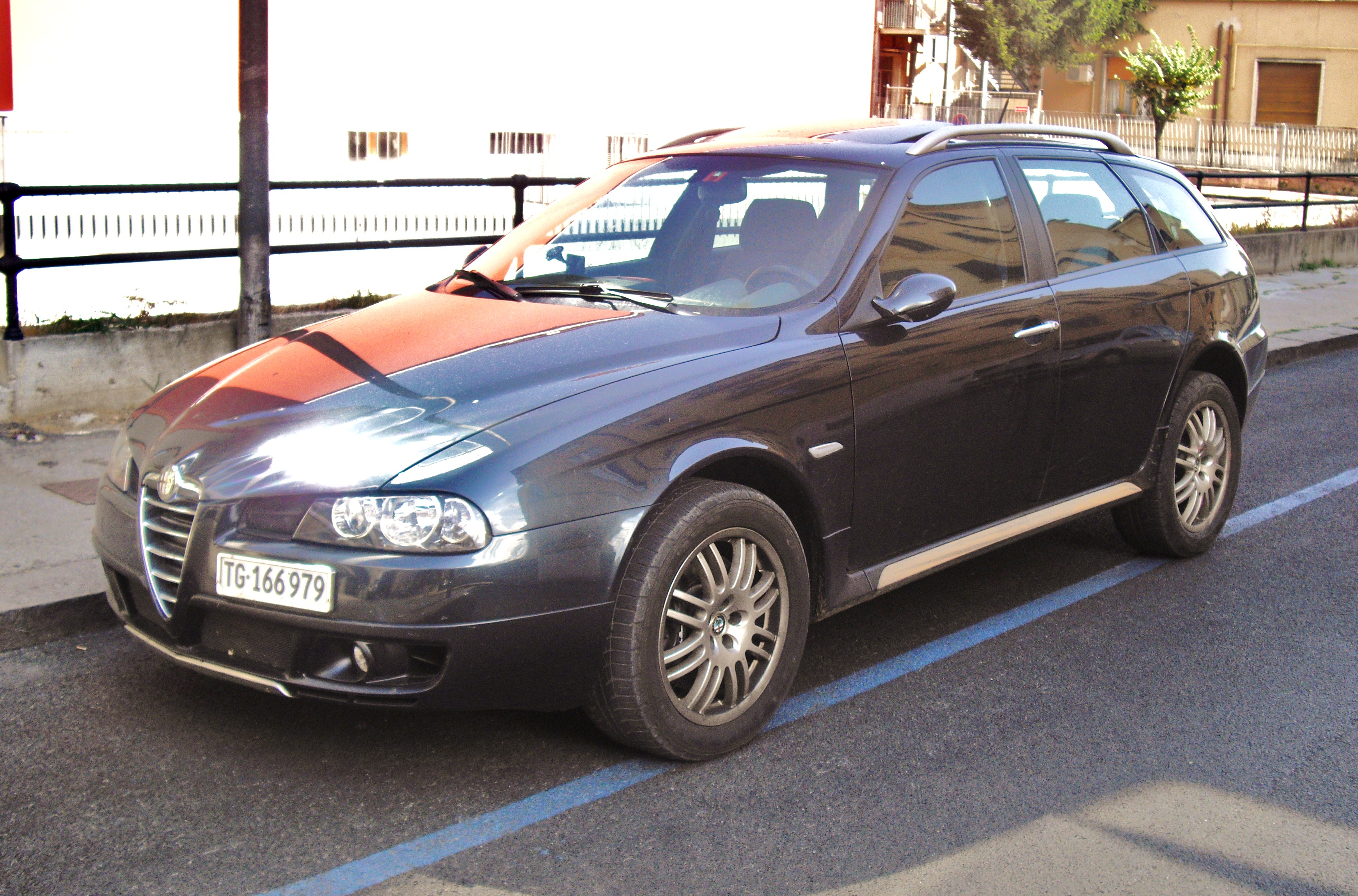
La 156 Crosswagon

Il motore, montato trasversalmente, era abbinato alla trazione anteriore, mentre per quanto riguarda le due Sportwagon Q4, queste contavano su uno schema di trazione integrale a 3 differenziali, di cui il centrale di tipo Torsen C, ed erano spinte dal motore 1.9 JTDm 16v da 150cv. La 156 Q4, in produzione fino al 2006 ed a listino fino al 2007, fu una vera e propria "vettura laboratorio" per Alfa Romeo in vista delle future 159 e Brera, le quali ripresero, in alcune loro versioni, lo stesso sistema Q4 più evoluto.
Disponibili su alcune versioni i sistemi VDC e ASR, mentre su alcune motorizzazioni erano presenti di serie.

## Assemblaggio
Di particolare rilevanza è l'uso, per la prima volta su un modello di grande serie, di componenti di assemblaggio in magnesio. Sono infatti realizzati in questo materiale la traversa di supporto della plancia, l'anima metallica dello sterzo, e il telaio dei sedili anteriori.
L'Alfa 156 è stata anche assemblata in Thailandia tra il marzo 2002 e fine 2004. Poche centinaia di esemplari sono usciti dallo stabilimento General Motors Thailand.

## Varianti

### La 156 GTA

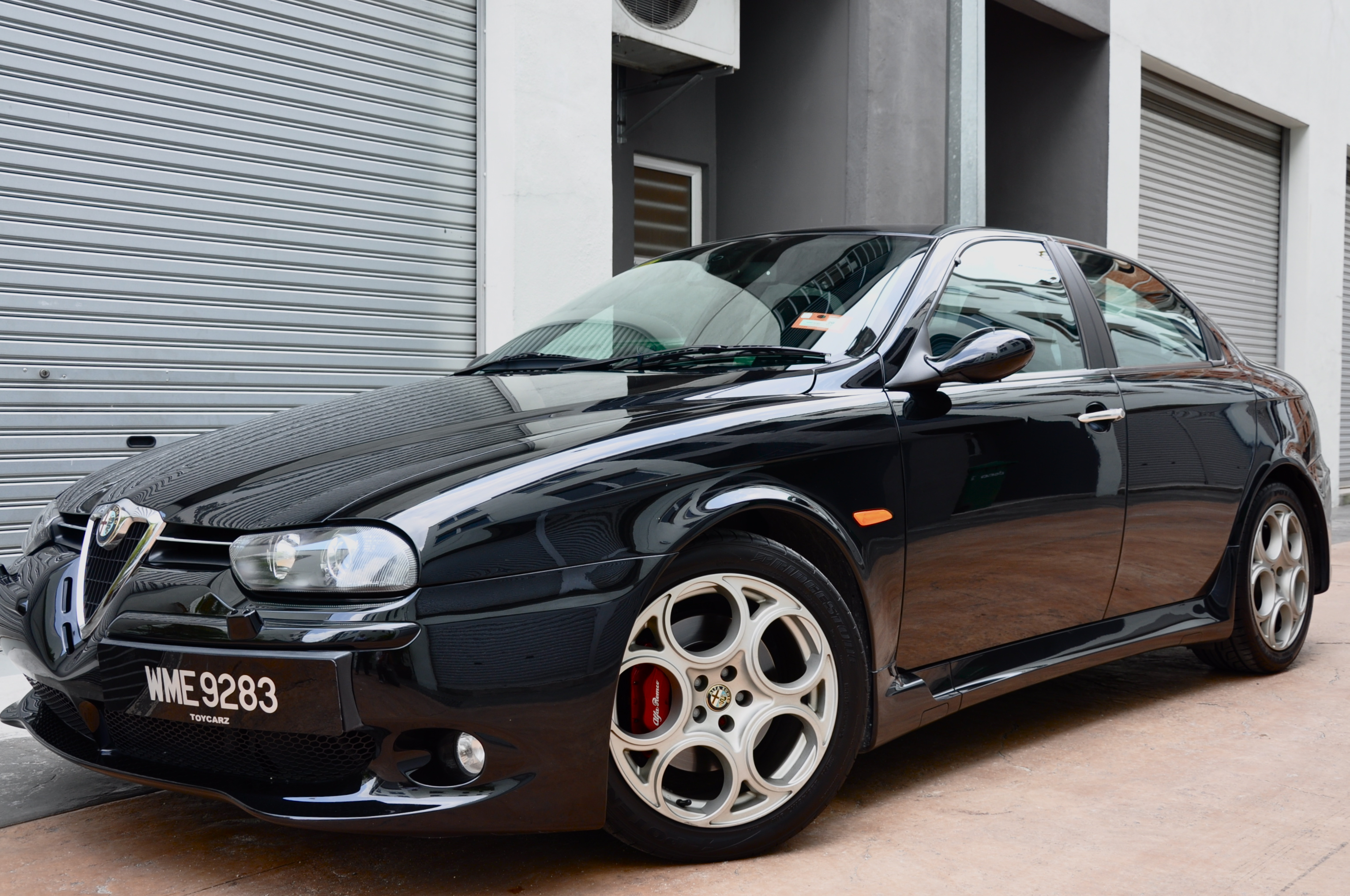
156 GTA

La 156 GTA e la 156 Sportwagon GTA furono presentate al Salone di Francoforte nel settembre 2001. La GTA (Gran Turismo Alleggerita) prende il nome dall'Alfa Romeo Giulia GTA degli anni '60.
Furono prodotte 1.973 berline e 1.678 Sportwagon fino all'ottobre 2005 quando la produzione venne fermata, e la 156 venne sostituita dall'Alfa Romeo 159.
Il primo esemplare GTA è stato venduto tramite un'asta on-line, durata dal 13 al 23 settembre durante il Salone di Francoforte. L'offerta vincente è stata di 48691,26 €, che è stata devoluta al fondo di beneficenza Telethon.
L'auto monta il V6 "Busso" da 3,2 litri, costruito nello stabilimento Alfa Romeo di Arese, in grado di sviluppare 250 CV. Il motore ha un alesaggio da 93 mm e una corsa da 78 mm e quindi una cilindrata di 3 179 cm³ e 300 N·m di coppia. Dopo la commercializzazione, Autodelta, specialista tuner di Alfa Romeo, ha prodotto versioni con prestazioni fino a 3,7 litri e 400 CV (290 kW). La 156 che ha vinto Campionato europeo turismo montava invece, un motore da 2,0 litri a 4 cilindri da 300 CV (220 kW) a causa delle normative di classe.
Le varianti GTA condividevano gli interni con le comuni 156. Anche le porte, il bagagliaio e il cofano erano condivisi. Tutto il resto era unico per la GTA, realizzato appositamente dal Centro Ricerche Fiat e dal Centro Ricerche Maserati.
Anche lo sterzo è stato reso più veloce, solo 1,7 giri per una sterzata completa rispetto a 2,1 nei modelli normali. La GTA aveva anche freni più grandi di derivazione Brembo, davanti da 305 millimetri (12 pollici) e dischi posteriori da 276 millimetri (10,8 pollici). I dischi anteriori sono stati successivamente aggiornati a 330 millimetri (13 pollici) per far fronte al potenziale di prestazioni.

### Versioni speciali

#### L’Alfa Romeo 156 di Umberto Agnelli

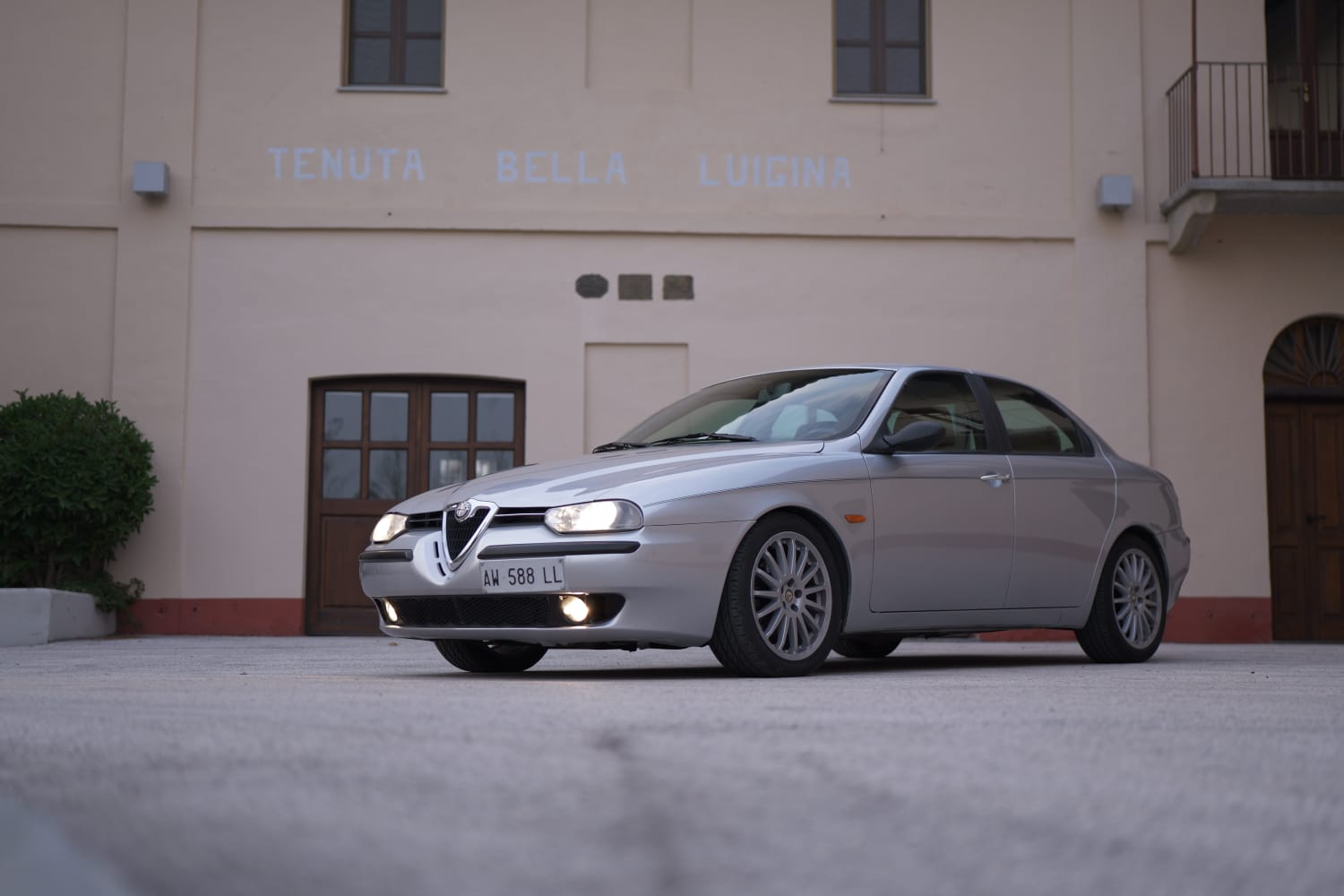
L’Alfa Romeo 156 di Umberto Agnelli al quartier generale di Balocco Proving Ground

L’Alfa Romeo 156 di Umberto Agnelli  è un esemplare unico della celebre berlina, realizzata su misura per l'imprenditore e figura di spicco della famiglia Agnelli. Questa vettura si distingueva per la sua eleganza sobria e dettagli personalizzati che la rendevano esclusiva senza essere appariscente.
Caratteristiche e Personalizzazioni
Consegnata nel 1998, questa particolare 156 derivava di base dalla classica versione V6 ma presentava diverse modifiche su specifica richiesta. Tra le più notevoli vi erano i filetti blu e neri che correvano lungo le fiancate, un dettaglio cromatico sottile ma distintivo che ne esaltava le linee. Gli interni, pur mantenendo l'alta qualità di serie, includevano rivestimenti in pelle, sedili anteriori riscaldati ed il radiotelefono, quest'ultimo un classifico per i veicoli appartenuti alla famiglia agnelli che avevano la necessità di restare sempre in contatto ed essere aggiornati in ogni momento.
Sotto il cofano, l'auto manteneva il rinomato motore Alfa Romeo Busso 2.5 V6 24V, capace di erogare 190 CV, garantendo prestazioni sportive e anche sicurezza che serviva ad una personalità come quella di Umberto (ne parla il libro "c'eravamo anche noi" anni a proteggere Umberto e Gianni agnelli), ma mantenendo l'eleganza di una vettura di rappresentanza. La scelta di questa motorizzazione unita alle personalizzazioni estetiche e funzionali, rifletteva il gusto di Umberto Agnelli per l'eccellenza e la discrezione.

#### Alfa Romeo 156 GTAm
L'Alfa Romeo 156 GTAm è stata presentata al Motor Show di Bologna nel dicembre 2002. La vettura è stata costruita dal partner del Gruppo Fiat N.Technology. Il motore GTA da 3 179 cm³ è stato aumentato a 3 548 cm³ e la potenza è stata portata a 300 CV. La vettura ha passaruota allargati, pneumatici da 19 pollici ed è equipaggiata con differenziale a slittamento limitato N.Technology. Questa versione non ha mai raggiunto la fase di produzione.

#### Alfa Romeo 156 Sportwagon GTA 3.5 Autodelta
Al Salone di Ginevra 2004 Autodelta ha presentato un prototipo di 156 Sportwagon equipaggiato con un motore V6 da 3 548 cm³ con 300 cavalli a 6800 rpm. L'auto è stata dotata di ammortizzatori regolabili Bilstein, molle Eibach e freni anteriori Brembo con un diametro di 330 millimetri. L'auto è stata anche alleggerita usando un cofano motore composito.
Nella stesso anno venne presentata la 156 GTA AM (Autodelta Maggiorata) realizzata sulla base della berlina restyling dalla Autodelta e dotata di un propulsore 3,7 V6.

### Versioni di tuner esterne

#### Autodelta 156 GTA 3.7 V6

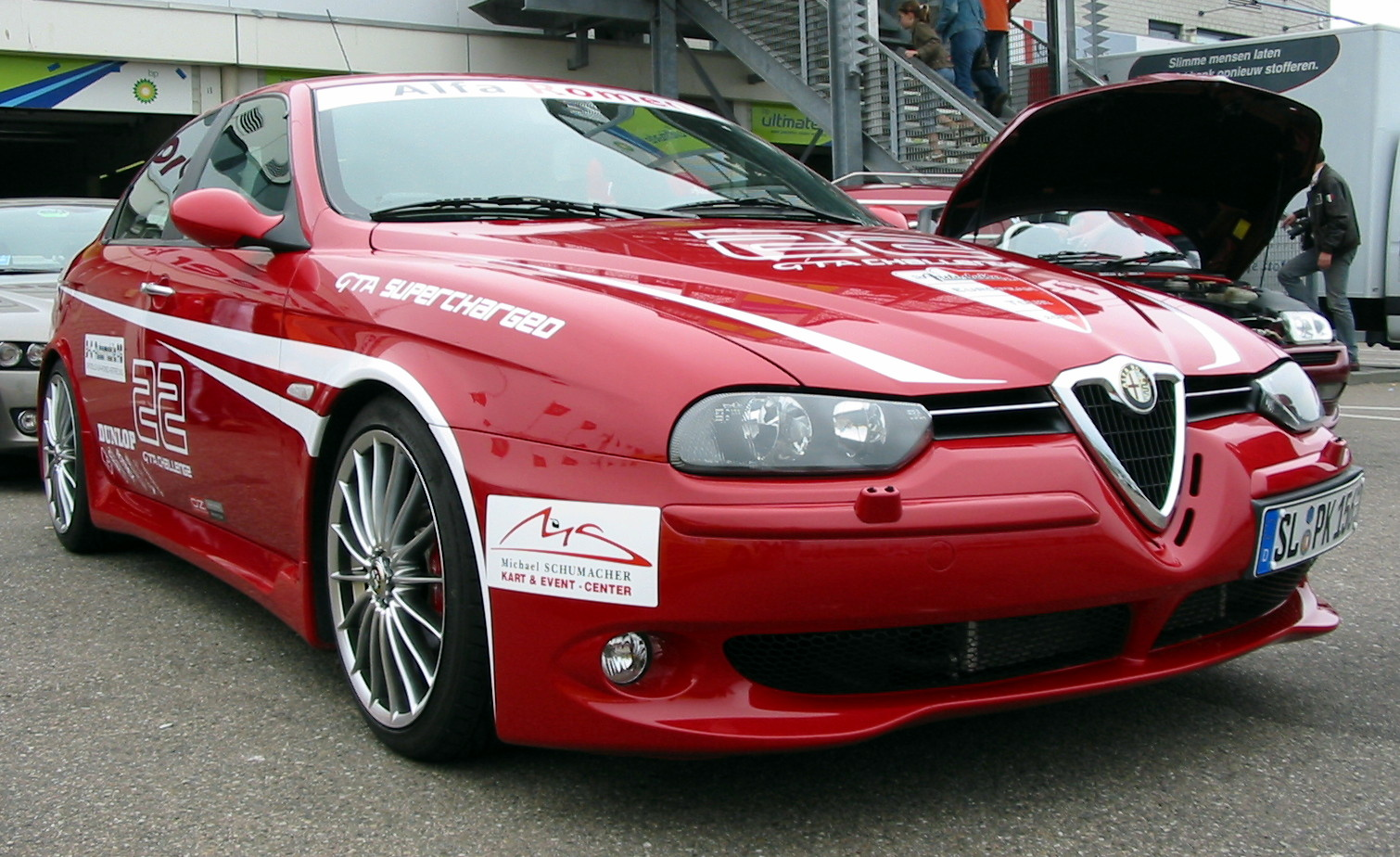
Supercharged Autodelta 156 GTA

La società di tuning Autodelta con sede a Londra ha inoltre realizzato due versioni ad alte prestazioni basate su 156 GTA. Nella prima versione, denominata GTA AM, il motore Alfa Romeo V6 è stato portato a 3 750 cm³, in grado di arrivare a 328 CV a 7300 giri/min. Con questa potenza l'auto potrebbe raggiungere la velocità massima di 310 chilometri all'ora. L'altra versione chiamata GTA AM Super era "l'upgrade" della prima versione, ora equipaggiata con il compressore Rotrex capace di arrivare a 400 CV.

#### Alfa Romeo 156 Coloni S1

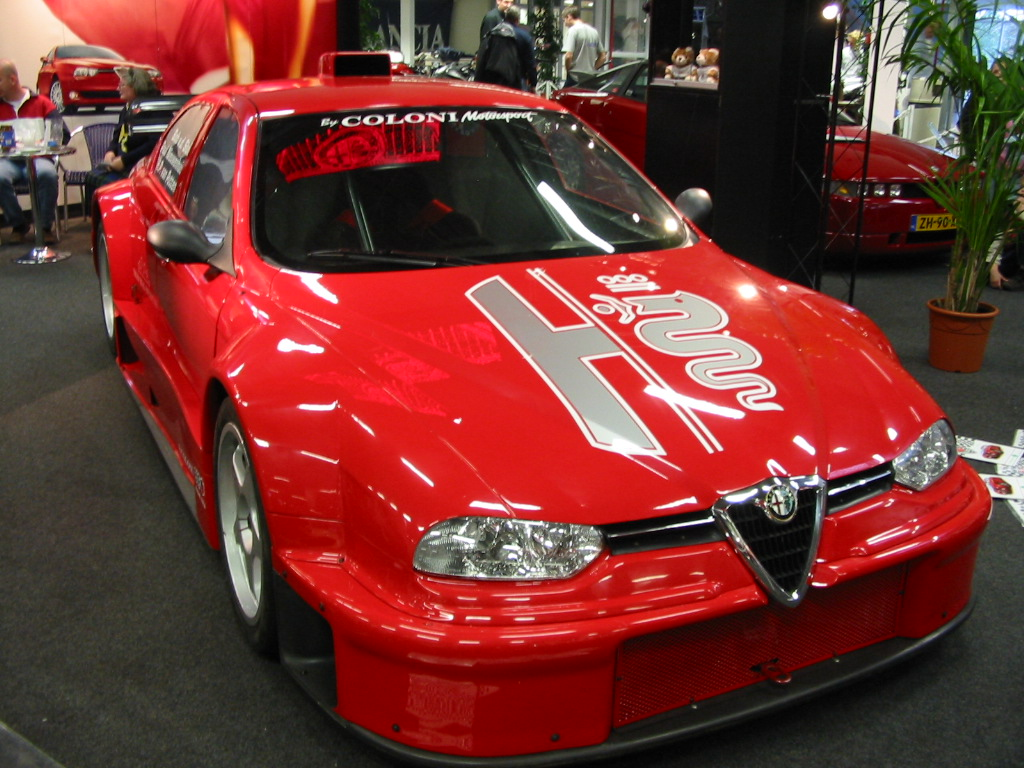
Alfa Romeo 156 Coloni

Il costruttore italiano di auto da corsa Coloni ha realizzato un prototipo unico per la Formula Libre del Gruppo FIA denominata Alfa Romeo 156 Coloni S1, o 156 Maxiturismo. La vettura è una vera e propria vettura da corsa in fibra di carbonio con telaio tubolare, con motore Alfa Romeo V6 da 3,0 litri che produce tra i 380 CV e i 500 CV. L'auto monta un cambio sequenziale Hewland-Coloni a 6 rapporti e pesa circa 900 chilogrammi. È in grado di raggiungere oltre 310 chilometri all'ora.

## Motorizzazioni

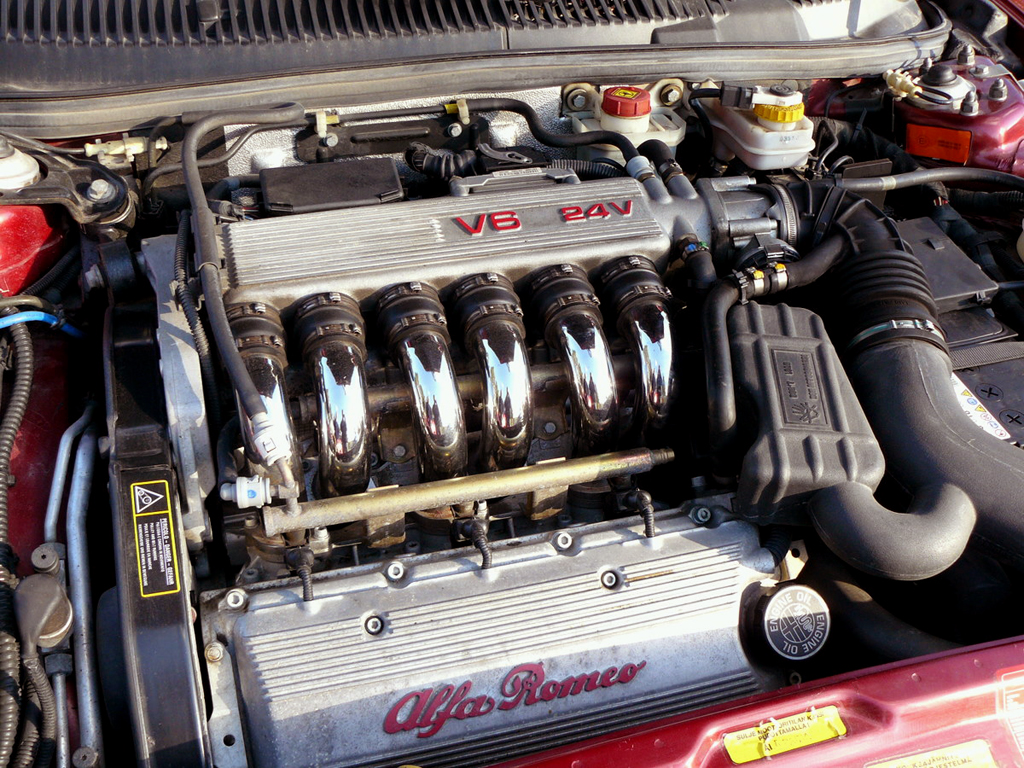
Il motore 2.5i V6 24V a benzina

La principale innovazione portata dalla 156 è stata l'introduzione, per la prima volta nel 1997 e in contemporanea con la Mercedes-Benz Classe C (in quanto il brevetto apparteneva alla FIAT ed era stato messo a punto assieme al Politecnico di Bari, ma per le cartolarizzazioni fu venduto alla Bosch), del motore turbodiesel a iniezione diretta common rail, una vera rivoluzione nella tecnologia motoristica, in seguito impiegata da tutte le case automobilistiche.
La storia del common rail è legata al fisico barese Mario Ricco all'epoca direttore del Centro Ricerche Alimentazione Motori Elasis e considerato l'inventore di questo sistema. E infatti mentre la parte elettronica è stata sviluppata dal Centro Ricerche Fiat di Orbassano e dai centri Magneti Marelli di Torino e Bologna, l'iniettore, la pompa e il regolatore di pressione (in pratica il "cuore" del sistema common rail) sono stati sviluppati proprio dal Centro Ricerche Alimentazione Motori Elasis di Bari (centro ricerche del Gruppo Fiat). E ancora oggi è a Bari, nella zona industriale, lo stabilimento della Bosch che produce le pompe ad alta pressione per tutto il mercato europeo.
Nel 2002 la 156 ha introdotto per le motorizzazioni diesel la tecnologia Multijet (associata a una distribuzione a quattro valvole per cilindro) che permette iniezioni di gasolio multiple per ogni combustione, migliorando prestazioni e consumi.
Sul versante dei motori a benzina, sempre nel 2002 Alfa Romeo sostituisce il classico 2.0 Twin Spark (che rispetto al precedente 2.0 16V della 155 aveva adottato un sistema di collettori a lunghezza variabile arrivando a 155 cavalli) con il nuovissimo 2.0 JTS (Jet Thrust Stoichiometric) a iniezione diretta, capace di sviluppare 166 CV e 210 N⋅m di coppia massima, ottenendo un netto risparmio sui consumi rispetto al precedente motore, che però alla guida appare più appagante, anche a causa del più avanzato stato di sviluppo del precedente Twin Spark.
Al top della gamma si trovano infatti due versioni del propulsore V6 Busso, che montato proprio su 156, oltre che sull'Alfa Romeo 147 concluse la sua carriera trentennale: un 2,5 l da 192 cavalli e il 3,2 montato sulla 156 GTA da 250 cavalli, ultima evoluzione di questo 6 cilindri.
Questo motore è stato l'ultimo prodotto nello storico Stabilimento Alfa Romeo di Arese fino a dicembre 2005, con la fine della produzione di questo motore lo stabilimento fu chiuso.

### Motori a benzina
I motori a benzina sono i classici Alfa Romeo già adottati negli ultimi anni anche dalla precedente Alfa 155: i propulsori assemblati dall'FMA di Pratola Serra a 4 cilindri e il 2,5 V6 Busso al top di gamma. Entrambi rispettano la nuova norma antinquinamento Euro 2.
I motori assemblati dall'FMA sono caratterizzati da una distribuzione a quattro valvole per cilindro comandate da un doppio albero a camme in testa. Ciascun cilindro può vantare poi una doppia candela di accensione (in inglese Twin Spark, che per appunto è anche la denominazione usata da Alfa Romeo).
Il V6 Busso bialbero a 24 valvole in un primo momento viene offerto unicamente in versione da 2,5 litri di cilindrata, mentre nel 2002 verrà offerta anche la nuova versione da 3,2 litri abbinata alla storica sigla GTA.
Nel 2000 tutti i benzina subiscono una serie di aggiornamenti tali da rispettare la nuova normativa antinquinamento Euro 3, contestualmente viene introdotto l'acceleratore elettronico. Nel febbraio 2002 invece, in contemporanea alla presentazione di un leggero restyling, viene inserita nella gamma il rinnovato 2,0 litri JTS ad iniezione diretta di benzina omologato Euro 4 e abbinato sia al cambio manuale a 5 rapporti che al robotizzato Selespeed.
| Modello                          | Disponibilità    | Motore                       | Cilindrata | Potenza                          | Coppia massima           | Rapporto di compressione | 0–100 km/h (secondi) | Velocità max (km/h) | Consumo medio (km/l) |
| -------------------------------- | ---------------- | ---------------------------- | ---------- | -------------------------------- | ------------------------ | ------------------------ | -------------------- | ------------------- | -------------------- |
| 1.6 TS 16V 120 CV                | dal 1997 al 2005 | 4 cilindri in linea, Benzina | 1598 cm³   | 88 kW (120 CV) a 6 300 giri/min  | 146 N⋅m a 4 500 giri/min | 10,3:1                   | 10,5                 | 200                 | 12,2                 |
| 1.8 TS 16V 144 CV                | dal 1997 al 2000 | 4 cilindri in linea, Benzina | 1 747 cm³  | 106 kW (144 CV) a 6 500 giri/min | 169 N m a 3 500 giri/min | 10,3:1                   | 9,3                  | 210                 | 12,2                 |
| 1.8 TS 16V 140 CV                | dal 2000 al 2005 | 4 cilindri in linea, Benzina | 1 747 cm³  | 103 kW (140 CV) a 6 500 giri/min | 169 N m a 3 500 giri/min | 10,3:1                   | 9,4                  | 208                 | 11,8                 |
| 2.0 TS 16V 155 CV                | dal 1997 al 2000 | 4 cilindri in linea, Benzina | 1 970 cm³  | 114 kW (155 CV) a 6 400 giri/min | 187 N m a 3 500 giri/min | 10,0:1                   | 8,6                  | 216                 | 11,8                 |
| 2.0 TS 16V 150 CV                | dal 2000 al 2002 | 4 cilindri in linea, Benzina | 1 970 cm³  | 110 kW (150 CV) a 6 200 giri/min | 187 N m a 4 000 giri/min | 10,0:1                   | 8,8                  | 214                 | 11,5                 |
| 2.0 TS 16V 155 CV Selespeed      | dal 1999 al 2000 | 4 cilindri in linea, Benzina | 1 970 cm³  | 110 kW (155 CV) a 6 200 giri/min | 187 N m a 4 000 giri/min | 10,0:1                   | 8,6                  | 216                 | 12                   |
| 2.0 TS 16V 150 CV Selespeed      | dal 2000 al 2002 | 4 cilindri in linea, Benzina | 1 970 cm³  | 110 kW (150 CV) a 6 200 giri/min | 187 N m a 4 000 giri/min | 10,0:1                   | 8,8                  | 214                 | 11,5                 |
| 2.0 JTS 16V 166 CV               | dal 2002 al 2005 | 4 cilindri in linea, Benzina | 1 970 cm³  | 122 kW (166 CV) a 6 400 giri/min | 206 N m a 3 250 giri/min | 11,25:1                  | 8,2                  | 220                 | 11,6                 |
| 2.0 JTS 16V 166 CV Selespeed     | dal 2002 al 2005 | 4 cilindri in linea, Benzina | 1 970 cm³  | 122 kW (166 CV) a 6 400 giri/min | 206 N m a 3 250 giri/min | 11,25:1                  | 8,2                  | 220                 | 11,6                 |
| 2.5i V6 24V 190 CV               | dal 1997 al 2000 | 6 cilindri a V, Benzina      | 2 492 cm³  | 139 kW (190 CV) a 6 300 giri/min | 222 N m a 5 000 giri/min | 10,3:1                   | 7,3                  | 230                 | 8,6                  |
| 2.5i V6 24V 190 CV Q-System      | dal 1999 al 2000 | 6 cilindri a V, Benzina      | 2 492 cm³  | 139 kW (190 CV) a 6 300 giri/min | 222 N m a 5 000 giri/min | 10,3:1                   | 8,5                  | 227                 | 8,8                  |
| 2.5i V6 24V 192 CV               | dal 2000 al 2005 | 6 cilindri a V, Benzina      | 2 492 cm³  | 141 kW (192 CV) a 6·300 giri/min | 222 N m a 5 000 giri/min | 10,3:1                   | 7,3                  | 230                 | 8,5                  |
| 2.5i V6 24V 192 CV Q-System      | dal 2000 al 2005 | 6 cilindri a V, Benzina      | 2 492 cm³  | 141 kW (192 CV) a 6·300 giri/min | 222 N m a 5 000 giri/min | 10,3:1                   | 8,5                  | 227                 | 8,4                  |
| 3.2i V6 24V GTA 250 CV           | dal 2002 al 2005 | 6 cilindri a V, Benzina      | 3 179 cm³  | 184 kW (250 CV) a 6 300 giri/min | 300 N m a 4 800 giri/min | 10,5:1                   | 6,3                  | 250                 | 8,2                  |
| 3.2i V6 24V GTA 250 CV Selespeed | dal 2002 al 2005 | 6 cilindri a V, Benzina      | 3 179 cm³  | 184 kW (250 CV) a 6 300 giri/min | 300 N m a 4 800 giri/min | 10,5:1                   | 6,3                  | 250                 | 8,2                  |

### Motori a gasolio
| Modello                           | Disponibilità    | Motore                      | Cilindrata | Potenza         | Coppia massima           | 0–100 km/h (secondi) | Velocità max (km/h) | Consumo medio (km/l) |
| --------------------------------- | ---------------- | --------------------------- | ---------- | --------------- | ------------------------ | -------------------- | ------------------- | -------------------- |
| 1.9 JTD 8V 105 CV                 | dal 1997 al 2000 | 4 cilindri in linea, Diesel | 1910 cm³   | 77 kW (105 CV)  | 255 N⋅m a 2 000 giri/min | 11,5                 | 188                 | 17,2                 |
| 1.9 JTD 8V 110 CV                 | dal 2000 al 2001 | 4 cilindri in linea, Diesel | 1910 cm³   | 81 kW (110 CV)  | 275 N m a 1 800 giri/min | 11,3                 | 191                 | 17,2                 |
| 1.9 JTD 8V 115 CV                 | dal 2001 al 2005 | 4 cilindri in linea, Diesel | 1910 cm³   | 85 kW (116 CV)  | 275 N m a 2 000 giri/min | 10,7                 | 195                 | 16,6 (17,2 dal 2002) |
| 1.9 JTDm 16V 140 CV               | dal 2002 al 2004 | 4 cilindri in linea, Diesel | 1910 cm³   | 103 kW (140 CV) | 305 N m a 2 000 giri/min | 9,3                  | 209                 | 16,3                 |
| 1.9 JTDm 16V 150 CV               | dal 2004 al 2006 | 4 cilindri in linea, Diesel | 1910 cm³   | 110 kW (150 CV) | 305 N m a 2 000 giri/min | 9,1                  | 212                 | 16,2                 |
| 1.9 JTDm 16V 150 CV Crosswagon Q4 | dal 2004 al 2007 | 4 cilindri in linea, Diesel | 1910 cm³   | 110 kW (150 CV) | 305 N m a 2 000 giri/min | 10,5                 | 192                 | 14,0                 |
| 2.4 JTD 10V 136 CV                | dal 1997 al 2000 | 5 cilindri in linea, Diesel | 2 387 cm³  | 100 kW (136 CV) | 304 N m a 2 000 giri/min | 9,5                  | 203                 | 14,9                 |
| 2.4 JTD 10V 140 CV                | dal 2000 al 2002 | 5 cilindri in linea, Diesel | 2 387 cm³  | 103 kW (140 CV) | 304 N m a 1 800 giri/min | 9,4                  | 205                 | 14,9                 |
| 2.4 JTD 10V 150 CV                | dal 2002 al 2003 | 5 cilindri in linea, Diesel | 2 387 cm³  | 110 kW (150 CV) | 305 N m a 1 800 giri/min | 9,2                  | 211                 | 15,1                 |
| 2.4 JTDm 20V 175 CV               | dal 2003 al 2006 | 5 cilindri in linea, Diesel | 2 387 cm³  | 129 kW (175 CV) | 385 N m a 2 000 giri/min | 8,3                  | 225                 | 15,1                 |

## L'Alfa Romeo 156 nelle competizioni

Fabrizio Giovanardi su 156 TS del Team Nordauto durante la stagione 1998 del Superturismo.

Così come fu per la 155, anche l'Alfa Romeo 156 fu ben presto impegnata in numerosi campionati sportivi.
In particolare, è nel Campionato Europeo Turismo (ETCC) che ottiene i maggiori successi tra cui 4 titoli europei consecutivi: dal 2000 al 2002 guidata da Fabrizio Giovanardi, nel 2003 ad opera di Gabriele Tarquini. Ancora nel 2004, malgrado la mancata vittoria del titolo piloti e di quello costruttori, l'Autodelta Squadra Corse è la scuderia con il maggior numero di punti.
Nel 2005 l'Alfa prende parte al Campionato del mondo turismo (WTCC), ancora con la 156, e riesce a conquistare la seconda posizione nel campionato costruttori, con un'auto che ormai conta ben 8 anni sulle spalle. Purtroppo, a fine campionato, invece di puntare all'inserimento di una nuova vettura che potesse continuare a raccogliere i successi della 156, l'Alfa Romeo decide di ritirarsi dal campionato quale team ufficiale. Per il 2006 e il 2007 rimangono ancora le 156 preparate dalla Autodelta Squadra Corse, ma con una competitività che naturalmente va scemando nei confronti di avversarie più moderne e agguerrite quali BMW, SEAT e Chevrolet.

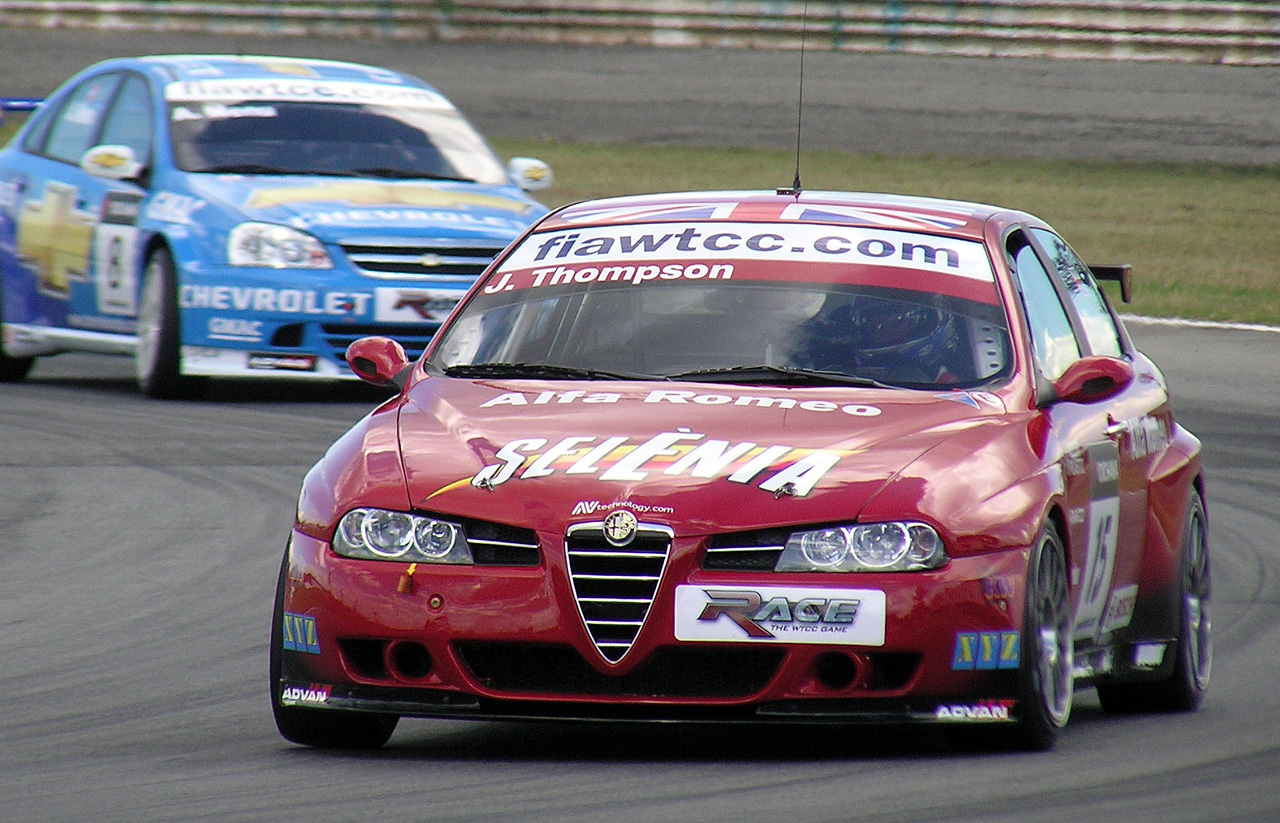
James Thompson su 156 S2000 del Team N.Technology durante una fase del WTCC 2007 a Curitiba.

Le Alfa 156 che hanno corso nel ETCC e nel WTCC, rispettivamente con i nomi 156 GTA e 156 Super 2000, avevano una potenza di 275 cavalli con un regime massimo di rotazione di 8 500 rpm, trazione anteriore, cambio sequenziale a 6 marce con innesti Hewland e una magra dieta di peso a base di carbonio. Ciò la rese una delle macchine più temute del campionato.
L'Alfa 156 ha preso parte, con numerosi successi, anche al Campionato Italiano Superturismo.

### Versioni
| Modello                       | Anno      | Cilindrata | Potenza                 |
| ----------------------------- | --------- | ---------- | ----------------------- |
| Alfa Romeo 156 TS D2          | 1998-2001 | 1997 cm³   | 310 CV a 8 200 giri/min |
| Alfa Romeo 156 GTA Super 2000 | 2002      | 1 998 cm³  | 260 CV a 8 450 giri/min |
| Alfa Romeo 156 Super 2000     | 2003-2007 | 1 998 cm³  | 275 CV a 8 450 giri/min |

### Palmarès
- 1998

Campionato Italiano Superturismo (Fabrizio Giovanardi)
- 1999

Campionato Italiano Superturismo (Fabrizio Giovanardi)
- 2000

ETCC - Campionato Europeo Turismo (Fabrizio Giovanardi)
- 2001

ETCC - Campionato Europeo Turismo (Fabrizio Giovanardi)
- 2002

ETCC - Campionato Europeo Turismo (Fabrizio Giovanardi)
- 2003

ETCC - Campionato Europeo Turismo (Gabriele Tarquini)
- 2007

Slovenian Hill Climb Championship (Slavko Dekleva)

## L'Alfa Romeo 156 nelle forze dell'ordine

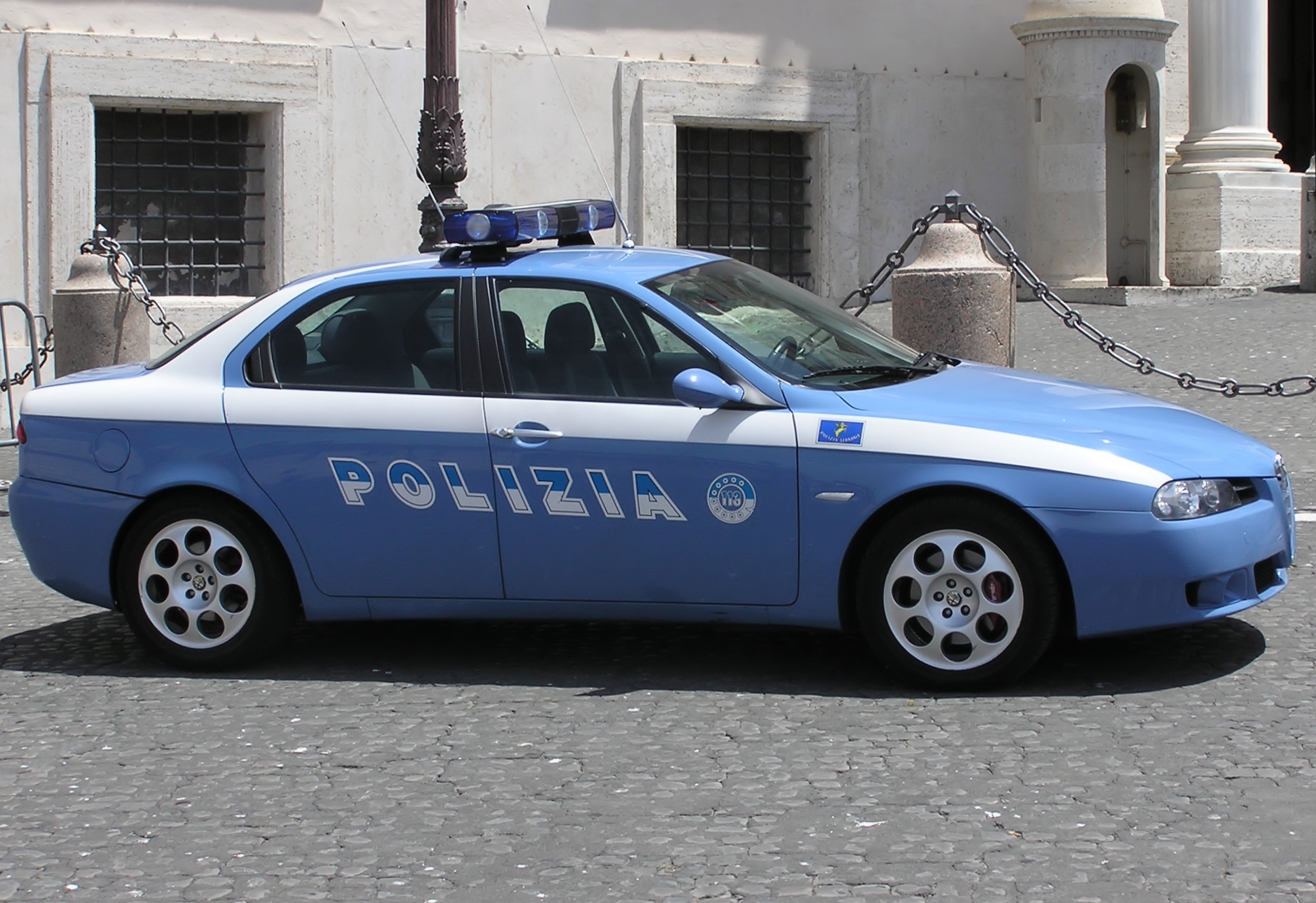
Una delle due Alfa Romeo 156 III serie della Polizia di Stato del Servizio Scorte Quirinale, equipaggiata con motore 3.2 V6.

L'Alfa Romeo 156 è stata ampiamente impiegata dalle forze dell'ordine.
La Polizia di Stato ne ha acquistato - sia in colori d'istituto che in colori civili - per scopi di controllo del territorio e rappresentanza, diversi esemplari, al punto da poterli utilizzare fino al secondo decennio degli anni duemila. Molte 156 in dotazione alla Polizia, soprattutto in formato station wagon, sono state impiegate dalla stradale o dall'autostradale (in quest'ultimo caso, buona parte erano vetture acquistate direttamente dalle società concessionarie dei vari tratti autostradali).
La Guardia di Finanza ha utilizzato in maniera massiccia quest'autovettura, sia nei colori di istituto che nei colori civili, le cosiddette “auto civetta”. Le versioni utilizzate sono state soprattutto le 2.0 Twin Spark, 2.0 Jts e le Cross Wagon 1.9 Mjet. L'utilizzo prevalente era soprattutto per le attività operative dei Nuclei Mobili, delle sezioni A.T.P.I. (Antiterrorismo Pronto Impiego) e, nelle versioni “auto civetta”, delle varie sezioni investigative.
L'Arma dei Carabinieri ha utilizzato la 156 per il nucleo radiomobile, sia come auto blu per il trasporto degli ufficiali. La prima serie con motore 2.0 TS, la terza serie (restyling Giugiaro) 1.9 Jtd.
Successivamente furono sostituite dalle Alfa Romeo 159, come avvenne nella produzione di serie. Alcuni esemplari sono preservati presso il Museo delle Auto della Polizia.